# Villa Putsch

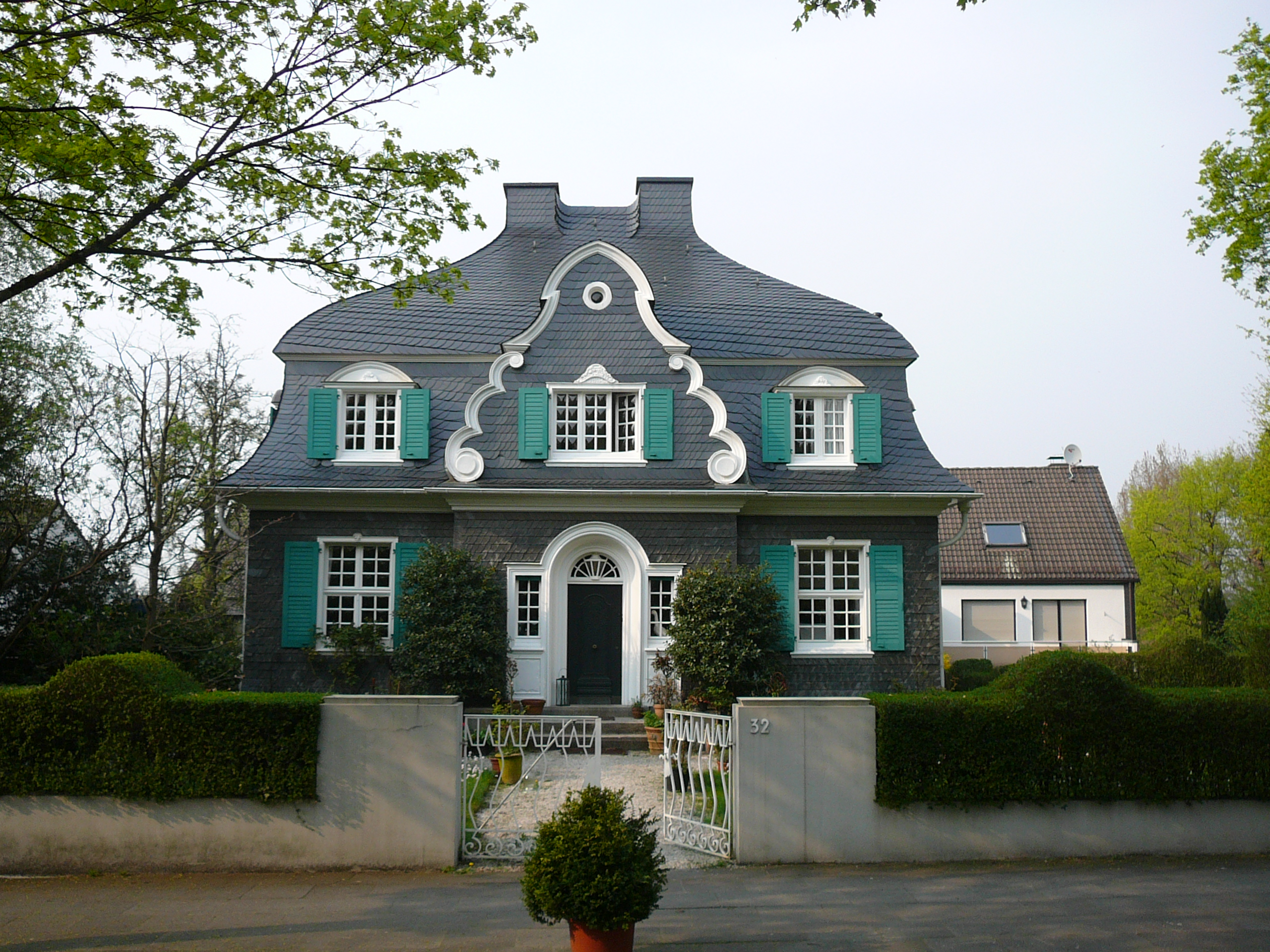
Villa Putsch

Die Villa Putsch ist eine 1933 im Stil des bergischen Neubarocks errichtete Villa auf dem Grundstück Herichhauser Straße 32 in Wuppertal-Cronenberg. Charakteristisch ist der große und reich geschweifte Zwerchgiebel. Die Villa war das Wohnhaus der Familie des Fabrikanten Carl Putsch, seinerzeit Mitinhaber und -Leiter der heute unter Knipex-Werk firmierenden Zangenfabrik.
Architekt der Villa war Hermann Propach. Die Westdeutsche Zeitung berichtete nach Fertigstellung:

„Propach komponierte hier förmlich auf alt. Keine Einzelheit von bejahrten Vorbildern wurde ausgelassn: eine wunderschöne Diele, die gewölbten Goethe-Scheiben in den 24mal geteilten Fenstern, die Doppel-Kamine, die wie ein Krönchen das behäbige Schieferdach überragen, das stilechte Portal. Sogar die Regenrinnen dienen als Stilelemente.“